# John Schaefer
John Schaefer, né en 1959 dans le quartier du Queens à New York aux États-Unis, est un animateur et producteur de radio américain, qui a créé et anime depuis plusieurs décennies deux émissions quotidiennes sur la station WNYC (appartenant au réseau NPR) : New Sounds (depuis 1982) et Soundcheck (depuis 2002).

## Biographie
John Schaefer fait des études artistiques à l'université Fordham où il anime une émission radiophonique sur la radio du campus (WFUV). Il en est diplômé (BA) en 1980. Il entre en 1981 à la station WNYC, située alors à Chambers Street, où il crée et anime l'émission New Sounds diffusée quotidiennement en deuxième partie de soirée à partir du 3 septembre 1982,, date de la première émission. Cette émission s'attache à présenter et soutenir les musiques contemporaines sous deux formes principales : la musique classique contemporaine (en particulier des compositeurs new-yorkais tels que Steve Reich, Philip Glass, Meredith Monk et des ensembles musicaux tel que Bang on a Can) et les musiques du monde,.
New Sounds – et son animateur John Schaefer – est devenue une émission emblématique de la radio publique américaine,. À partir de la fin des années 1980, l'émission organise des cycles de concerts radiodiffusés (depuis les plus importantes salles de spectacles de New York) – les New Sounds Live concert series – et commande également des œuvres à des compositeurs contemporains tels que Steve Reich, Jocelyn Pook, Derek Bermel, Ralph Towner, Jerome Kitzke ou Richard Einhorn.
En 2002, John Schaefer crée Soundcheck, une nouvelle émission quotidienne diffusée l'après-midi sur WNYC qui s'attache à présenter toutes les formes musicales jouées sur scène ainsi que l'actualité des parutions discographiques.
Début octobre 2019, la station WNYC annonce l'arrêt de l'émission New Sounds à la fin de l'année (officiellement pour des raisons d'audience), après 37 ans de présence quotidienne sur ses ondes. Une vague de protestations d'éminentes figures du monde culturel américain (dont Laurie Anderson, Julia Wolfe et Bang on a Can, le Kronos Quartet, Zoë Keating, Gabriel Kahane, Alex Ross, Jennie Livingston et Bryce Dessner) et d'auditeurs critiquent cette décision, rappellent l'importance des programmations de John Schaefer dans la promotion de la création américaine,,, lui apportent leur soutien et réussissent finalement à faire renoncer la direction de la station dans sa démarche de supprimer les deux émissions quotidiennes (New Sounds et Soundcheck qui était aussi concerné),.

## Émissions de radio
- New Sounds (WNYC) depuis 1982[1]
- New Sounds Live Concert Series (WNYC) depuis 1986[1]
- Soundcheck (WNYC) depuis 2002[1]
- Gig Alerts (WNYC) dans la Morning Edition
- LPR Live (Q2/WQXR) de 2016 à 2017
- The Furthermore (WQXR) depuis 2017
- Carnegie Hall Live (Carnegie Hall/WQXR) depuis 2018 avec Jeff Spurgeon[8]

## Publications
- New Sounds: A Listener's Guide to New Music, New York, Harper & Row, 1987 ; rééd. Virgin Books 1990
- The Cambridge Companion to Singing, Cambridge University Press, 2000
- Bloodlines: A Horse Racing Anthology, Vintage NY, 2006